# Platja de Cambaredo
La platja de Cambaredo és una de les platges del concejo asturià d'El Franco, en l'occident d'Astúries i situada en la localitat de A Caridá. Pertany a la Costa Occidental d'Astúries i malgrat no estar inclosa a la franja que comprèn el Paisatge Protegit de la Costa Occidental d'Astúries, presenta dos tipus de protecció mediambiental, ja que està catalogada com ZEPAy Llic.

## Descripció
Presenta forma de badia menuda, una longitud aproximada de 210 metres i una amplària mitjana de 20 a 25 metres i té una afluència de públic molt escassa. L'entorn és totalment rural, les seves sorres són de gruixuts grans grisos i l'accés a elles, menor d'un km és complicat i difícil.
La platja és estreta i solitària, a l'abric de penya-segats de gran altura poblats de pins. En aquesta platja es recollia «ocle» antigament. Per accedir a la platja el més prudent i fàcil és fer-ho en moments de baixamar, quan aquesta s'uneix a la veïna Platja de Castello i accedir a través d'ella pel pedrer que hi ha entre ambdues. Hi ha un altre accés per la part occidental mitjançant el camí que va des de A Caridá fins al mirador.
No disposa de cap mena de servei, té desembocadura fluvial i les activitats recomanades són la pesca submarina i l'esportiva. Cal tenir gran precaució quan es camina pel pedrer pel relliscós d'aquest.